# 奥克萨娜·亨里霍芙娜·德米特里耶娃
奥克萨娜·亨里霍芙娜·德米特里耶娃（羅馬化：Genrikhovna Dmitriyeva；1959年4月3日—）是俄罗斯政治人物。她是现任国家杜马议员，并且不参与任何派系。她曾于2016至2021年担任圣彼得堡立法议会议员，也曾于1998年担任劳动与社会保障部长。